# Eleição municipal de Campina Grande em 2016
A eleição municipal da cidade brasileira de Campina Grande ocorreu em 2 de outubro de 2016 para eleger um prefeito, um vice-prefeito e 23 vereadores para a administração da cidade. Romero Rodrigues, do PSDB, recebeu 138.996 votos (62,85%), garantindo sua reeleição já no primeiro turno. Seu rival mais próximo, o então deputado federal e ex-prefeito Veneziano Vital, do PMDB, teve apenas 53.837. Artur Bolinha, do PPS (atual Cidadania), ficou na terceira posição, com 15.539 votos. O deputado estadual Adriano Galdino (PSB) e David Lobão (PSOL) foram os candidatos menos votados, enquanto Walter Brito Neto (PEN) teve sua candidatura impugnada pelo TRE.
As convenções partidárias para a escolha dos candidatos ocorreram entre 20 de julho e 5 de agosto.
Segundo a lei eleitoral em vigor, o sistema de dois turnos - caso o candidato mais votado recebesse menos de 50% +1 dos votos - está disponível apenas em cidades com mais de 200 mil eleitores. Nas cidades onde houver segundo turno, a propaganda eleitoral gratuita voltará a ser exibida em 15 de outubro e terminará em 28 de outubro. Com a vitória expressiva de Romero, não foi possível a realização do segundo turno.
Com o resultado, a eleição de 2016 tornou-se a primeira a ser decidida em turno único desde 2000, quando Cássio Cunha Lima, então no PMDB, angariou 71,35% dos votos, contra 21,36% atribuídos ao ex-prefeito Enivaldo Ribeiro, que se elegeu vice na chapa do PSDB.
Entre os vereadores, Renan Maracajá, do PSDC, foi o mais votado com 4.977 votos. Outros 3 candidatos do partido foram eleitos: Márcio Melo, Rui e Saulo Germano -  este último eleito juntamente com seu irmão Joia Germano (PSDB). Foi a primeira vez que dois irmãos se elegem à Câmara Municipal desde 1988, quando Tota Agra e Alberto Agra foram eleitos para o cargo.
A segunda maior bancada eleita foi a do PSD, com 3 vereadores, seguido por PSDB, PSB e PSC (elegeram 2 vereadores), enquanto PHS, PPL, PRB, Solidariedade, PMDB, PMB, PDT, PTN, PRTB e PTdoB elegeram um vereador.

## Candidaturas a prefeito
| Nº | Candidato        | Partido | Candidato a vice       | Cargos relevantes ou profissão | Coligação                                                                           | Tempo no horário eleitoral |
| -- | ---------------- | ------- | ---------------------- | --- | ----------------------------------------------------------------------------------- | -------------------------- |
| 15 | Veneziano Vital  | PMDB    | Filipe Gaudêncio (DEM) | Deputado federal pela Paraíba (2015—2019); Prefeito de Campina Grande (2005—2012); Candidato a deputado federal em 2002 e 1998; Vereador de Campina Grande (1997—2004); candidato a vereador de Campina Grande em 1992 | "Campina Pensando Grande" (PMDB, PROS, DEM, PTN e PRTB)                             | 2 minutos e 5 segundos     |
| 23 | Artur Bolinha    | PPS     | Dr. Jairo Sales (PPS)  | Presidente da CDL; candidato a prefeito de Campina Grande em 2012 | "Por Campina, Por Você" (PPS e PV)                                                  | 30 segundos                |
| 40 | Adriano Galdino  | PSB     | Inácio Falcão (PTdoB)  | Deputado estadual pela Paraíba (desde 2011); Prefeito de Pocinhos (1993—1996 e 2001 a 2008) | "Pra Mudar Campina" (PSB, PTdoB, PT, PSL, PRP, PDT, SD, PCdoB e PR)                 | 3 minutos e 15 segundos    |
| 45 | Romero Rodrigues | PSDB    | Enivaldo Ribeiro (PP)  | Prefeito de Campina Grande (2013—2020); Deputado federal pela Paraíba (2011—2012); Deputado estadual pela Paraíba (2007—2011); Vereador de Campina Grande (1993—2006)                                                  | "Por Amor à Campina" (PSDB, PP, PMN, PRB, PTC, PMB, PTB, PSDC, PSD, PSC, PPL e PHS) | 3 minutos e 4 segundos     |
| 50 | David Lobão      | PSOL    | Rejane Maria (PSOL)    | Professor; candidato a governador da Paraíba em 2006; candidato a prefeito de Campina Grande em 1992 | Sem coligação                                                                       | 15 segundos                |

### Candidatura indeferida
| Nº | Candidato         | Partido | Candidato a vice     | Cargos relevantes ou profissão | Tempo no horário eleitoral |
| -- | ----------------- | ------- | -------------------- | --- | -------------------------- |
| 51 | Walter Brito Neto | PEN     | Marcelo Arruda (PEN) | Candidato a deputado federal pela Paraíba em 2014; Deputado federal pela Paraíba (2007—2008); Vereador de Campina Grande (2005—2007); candidato a vereador de Campina Grande em 2000 | 13 segundos                |

## Coligações proporcionais
| Coligação                                | Partidos                 |
| ---------------------------------------- | ------------------------ |
| Por Amor a Campina 1                     | PSDB, PSD, PP e PHS      |
| Por Amor a Campina 2                     | PRB, PMB e PMN           |
| Coligação PTB/PSC - Por Amor a Campina 3 | PTB e PSC                |
| Por Amor a Campina 4                     | PPL e PTC                |
| Pra Mudar Campina                        | PSB e PR1                |
| Para Mudar Campina 2                     | PTdoB e PSL              |
| Campina Grande                           | PT, PCdoB, PRP, PDT e SD |
| Campina Pensando Grande 2                | PMDB, PRTB, DEM e PROS2  |
| Por Campina, Por Você 1                  | PPS                      |
| Por Campina, Por Você 2                  | PV                       |
| Sem coligação                            | PSDC, PTN, PSOL e PEN    |

- Nota1: O PR, apesar de coligado proporcionalmente com o PSB, não lançou nenhum candidato a vereador.
- Nota2: O PROS, apesar de coligado proporcionalmente com PMDB, DEM e PRTB, também não lançou candidatos a vereador.

### Candidatos a vereador[16]
| Nº    | Candidato                    | Partido | Coligação                      | Situação               |
| 10321 | Abílio José                  | PRB     | Por Amor a Campina 1           | Deferido               |
| 10101 | Adilma Batista               | PRB     | Por Amor a Campina 1           | Deferido               |
| 10072 | Adriana Lima                 | PRB     | Por Amor a Campina 1           | Deferido               |
| 14444 | Adriano Oliveira             | PTB     | PTB/PSC - Por Amor a Campina 3 | Deferido               |
| 14777 | Adriano Pereira              | PTB     | PTB/PSC - Por Amor a Campina 3 | Deferido               |
| 70666 | Afonsinho                    | PTdoB   | Para Mudar Campina 2           | Deferido               |
| 40777 | Afonso Souto                 | PSB     | Pra Mudar Campina 1            | Renúncia               |
| 15456 | Afonso Telles                | PMDB    | Campina Pensando Grande 2      | Deferido               |
| 36333 | Alan Costa                   | PTC     | Por Amor a Campina 4           | Deferido               |
| 23345 | Alcelina                     | PPS     | Por Campina, Por Você 1        | Deferido               |
| 28100 | Alcides da Weider            | PRTB    | Campina Pensando Grande 2      | Deferido               |
| 33123 | Alcindor Villarim            | PMN     | Por Amor a Campina 2           | Deferido               |
| 20333 | Aldo Cabral                  | PSC     | PTB/PSC - Por Amor a Campina 3 | Deferido               |
| 10888 | Aldo Karisma                 | PRB     | Por Amor a Campina 2           | Deferido               |
| 14999 | Alex Maia                    | PTB     | PTB/PSC - Por Amor a Campina 3 | Deferido               |
| 19333 | Alexandre do Gás             | PTN     | PTN                            | Deferido               |
| 31555 | Alexandre do Sindicato       | PHS     | Por Amor a Campina 1           | Deferido               |
| 14456 | Alexandre Farias             | PTB     | PTB/PSC - Por Amor a Campina 3 | Deferido               |
| 11222 | Aline Brandão                | PP      | Por Amor a Campina 1           | Deferido               |
| 40789 | Aluízio Dias                 | PSB     | Pra Mudar Campina 1            | Deferido               |
| 20630 | Álvaro Farias                | PSC     | PTB/PSC - Por Amor a Campina 3 | Deferido               |
| 54010 | Amanda Torquato              | PPL     | Por Amor a Campina 4           | Deferido               |
| 45100 | Ana Aparecida                | PSDB    | Por Amor a Campina 1           | Deferido               |
| 27010 | Ana Sales                    | PSDC    | PSDC                           | Deferido               |
| 27080 | Analucia Soares              | PSDC    | PSDC                           | Deferido               |
| 40040 | Anderson Maia                | PSB     | Pra Mudar Campina 1            | Deferido               |
| 65115 | André da Auto-Escola         | PCdoB   | Campina Grande                 | Deferido               |
| 70012 | Andrea Marques               | PTdoB   | Para Mudar Campina 2           | Deferido               |
| 27035 | Andreia Araújo               | PSDC    | PSDC                           | Renúncia               |
| 70333 | Ângela do Peixe              | PTdoB   | Para Mudar Campina 2           | Deferido               |
| 17107 | Antonio Carlos               | PSL     | Para Mudar Campina 2           | Deferido               |
| 70222 | Antonio Jornalista           | PTdoB   | Para Mudar Campina 2           | Deferido               |
| 70700 | Armando Henrique             | PTdoB   | Para Mudar Campina 2           | Deferido               |
| 65555 | Artur Adolfo                 | PCdoB   | Campina Grande                 | Deferido               |
| 27890 | Balduíno                     | PSDC    | PSDC                           | Deferido               |
| 65020 | Baquelita                    | PCdoB   | Campina Grande                 | Deferido               |
| 70123 | Bega                         | PTdoB   | Para Mudar Campina 2           | Deferido               |
| 19111 | Beto da Geladeira            | PTN     | PTN                            | Deferido               |
| 70444 | Beto Japonês                 | PTdoB   | Para Mudar Campina 2           | Deferido               |
| 70321 | Betânia Luz                  | PTdoB   | Para Mudar Campina 2           | Deferido               |
| 70099 | Bigode do Café               | PTdoB   | Para Mudar Campina 2           | Deferido               |
| 54222 | Bonifácio Tavares            | PPL     | Por Amor a Campina 4           | Deferido               |
| 40192 | Bruno Faustino               | PSB     | Pra Mudar Campina 1            | Deferido               |
| 27611 | Bruno Gaudêncio              | PSDC    | PSDC                           | Deferido               |
| 19007 | Bruno Marques                | PTN     | PTN                            | Deferido               |
| 31999 | Buchada                      | PHS     | Por Amor a Campina 1           | Deferido               |
| 19118 | Bêbe                         | PTN     | PTN                            | Deferido               |
| 36936 | Cabo Ronaldo Gangorra        | PTC     | Por Amor a Campina 4           | Deferido               |
| 27700 | Cabo Sérgio Rafael           | PSDC    | PSDC                           | Deferido               |
| 36002 | Cacilda Assistente Social    | PTC     | Por Amor a Campina 4           | Deferido               |
| 40010 | Carlinhos                    | PSB     | Por Amor a Campina 1           | Deferido               |
| 23555 | Carlos Cabeça                | PPS     | Por Campina, Por Você 1        | Deferido               |
| 20023 | Carlos do João XXIII         | PSC     | PTB/PSC - Por Amor a Campina 3 | Deferido               |
| 70789 | Carlos Drummon               | PTdoB   | Para Mudar Campina 2           | Deferido               |
| 11045 | Cássia Viviane               | PP      | Por Amor a Campina 1           | Renúncia               |
| 50120 | Cecília Branquinho           | PSOL    | PSOL                           | Deferido               |
| 50050 | Celso Batista                | PSOL    | PSOL                           | Deferido               |
| 50150 | Chagas                       | PSOL    | PSOL                           | Deferido               |
| 14123 | Charles Massena              | PTB     | PTB/PSC - Por Amor a Campina 3 | Deferido               |
| 77700 | Charlles Juliann             | SD      | Campina Grande                 | Deferido               |
| 45013 | Chico da Tocha               | PSDB    | Por Amor a Campina 1           | Deferido               |
| 20555 | Chico do Povo                | PSC     | PTB/PSC - Por Amor a Campina 3 | Deferido               |
| 19192 | Chico Falcão                 | PTN     | PTN                            | Deferido               |
| 54777 | China do Táxi                | PPL     | Por Amor a Campina 4           | Deferido               |
| 12000 | Cícero Rodrigues             | PDT     | Campina Grande                 | Deferido               |
| 35000 | Cida                         | PMB     | Por Amor a Campina 2           | Deferido               |
| 23001 | Cláudia Sales                | PPS     | Por Campina, Por Você 1        | Deferido               |
| 19969 | Cléber Ferreira              | PTN     | PTN                            | Deferido               |
| 36345 | Cleidinaldo Boquinha         | PTC     | Por Amor a Campina 4           | Deferido               |
| 40888 | Cleonildo Emplacamentos      | PSB     | Pra Mudar Campina 1            | Deferido               |
| 10111 | Coronel Ronaldo              | PRB     | Por Amor a Campina 2           | Deferido               |
| 27015 | Creusa Maria                 | PSDC    | PSDC                           | Deferido               |
| 43231 | Cristina A Guerreira         | PV      | Por Campina, Por Você 2        | Deferido               |
| 36444 | Cristina do Novo Horizonte   | PTC     | Por Amor a Campina 4           | Deferido               |
| 13777 | Cristovam Ribeiro            | PT      | Campina Grande                 | Deferido               |
| 19245 | Cássia Henriques             | PTN     | PTN                            | Deferido               |
| 44222 | Daluz                        | PRP     | Campina Grande                 | Deferido               |
| 19678 | Dalva Enfermeira             | PTN     | PTN                            | Deferido               |
| 10234 | Damião da Maçã               | PRB     | Por Amor a Campina 2           | Deferido               |
| 70400 | Daniel Lira                  | PTdoB   | Para Mudar Campina 2           | Deferido               |
| 15111 | Dedé Mangará                 | PMDB    | Campina Pensando Grande 2      | Deferido               |
| 19019 | Delton Farias                | PTN     | PTN                            | Renúncia               |
| 40100 | Demontiê Gomes               | PSB     | Pra Mudar Campina 1            | Deferido               |
| 40777 | Demóstenes Pequeno           | PSB     | Pra Mudar Campina 1            | Renúncia               |
| 23002 | Denise                       | PPS     | Por Campina, Por Você 1        | Deferido               |
| 45455 | Deusinha                     | PSDB    | Por Amor a Campina 1           | Deferido               |
| 19190 | Deyvison Cabeça              | PTN     | PTN                            | Deferido               |
| 23999 | Dida Gás                     | PPS     | Por Campina, Por Você 1        | Deferido               |
| 19999 | Dona Fátima da Vila Cabral   | PTN     | PTN                            | Deferido               |
| 23234 | Dr. Mariano                  | PPS     | Por Campina, Por Você 1        | Deferido               |
| 15333 | Dr. Olímpio                  | PMDB    | Campina Pensando Grande 2      | Deferido               |
| 27400 | Dr. Valdé                    | PSDC    | PSDC                           | Deferido               |
| 27001 | Dra. Francimar               | PSDC    | PSDC                           | Deferido               |
| 31000 | Dudu Brandão                 | PHS     | Por Amor a Campina 1           | Deferido               |
| 19666 | Débora Artesã                | PTN     | PTN                            | Deferido               |
| 50123 | Edilson de Belota            | PSOL    | PSOL                           | Deferido               |
| 23222 | Edinho                       | PPS     | Por Campina, Por Você 1        | Deferido               |
| 70007 | Edjânio                      | PTdoB   | Para Mudar Campina 2           | Deferido               |
| 28000 | Edmar Miguel                 | PRTB    | Campina Pensando Grande 2      | Deferido               |
| 11123 | Edmilson Cabeludo            | PP      | Por Amor a Campina 1           | Deferido               |
| 14111 | Ednalva Cavalcanti           | PTB     | PTB/PSC - Por Amor a Campina 3 | Deferido               |
| 70555 | Ednaura Barros               | PTdoB   | Para Mudar Campina 2           | Deferido               |
| 43012 | Eliane Barros                | PV      | Por Campina, Por Você 2        | Indeferido             |
| 77789 | Eliane Rocha                 | SD      | Campina Grande                 | Deferido               |
| 65777 | Eliane Trevas                | PCdoB   | Campina Grande                 | Deferido               |
| 20321 | Emanuel Diniz                | PSC     | PTB/PSC - Por Amor a Campina 3 | Deferido               |
| 11337 | Ermione de Abreu             | PP      | Por Amor a Campina 1           | Deferido               |
| 36555 | Esdras Vieira                | PTC     | Por Amor a Campina 4           | Deferido               |
| 40004 | Estalone Montenegro          | PSB     | Pra Mudar Campina 1            | Deferido               |
| 77777 | Evanilton da Força           | SD      | Campina Grande                 | Deferido               |
| 15678 | Fabiana Custódio             | PMDB    | Campina Pensando Grande 2      | Deferido               |
| 43001 | Fabiana Lima                 | PV      | Por Campina, Por Você 2        | Renúncia               |
| 11013 | Fabrício Mendes              | PP      | Por Amor a Campina 1           | Renúncia               |
| 15123 | Felipe Augusto               | PMDB    | Campina Pensando Grande 2      | Deferido               |
| 25000 | Felipe Nunes                 | DEM     | Por Amor a Campina 1           | Deferido               |
| 17000 | Fenelon Neto                 | PSL     | Para Mudar Campina 2           | Deferido               |
| 43002 | Fernanda Mendonça            | PV      | Por Campina, Por Você 2        | Renúncia               |
| 14555 | Fernando Carvalho            | PTB     | PTB/PSC - Por Amor a Campina 3 | Deferido               |
| 27245 | Fernando Cassemiro           | PSDC    | PSDC                           | Deferido               |
| 43123 | Fillipe Campos               | PV      | Por Campina, Por Você 2        | Deferido               |
| 44444 | Flávio Menezes               | PRP     | Campina Grande                 | Deferido               |
| 27333 | Frank                        | PSDC    | PSDC                           | Deferido               |
| 45999 | Franklin Marinho             | PSDB    | Por Amor a Campina 1           | Deferido               |
| 20444 | Fátima Canuto                | PSC     | PTB/PSC - Por Amor a Campina 3 | Deferido               |
| 20777 | Fátima Diniz                 | PSC     | PTB/PSC - Por Amor a Campina 3 | Deferido               |
| 10555 | Galega do Churrasco          | PRB     | Por Amor a Campina 2           | Indeferido             |
| 65010 | Galega do Leite das Malvinas | PCdoB   | Campina Grande                 | Deferido               |
| 77172 | Galego da Bica               | SD      | Campina Grande                 | Deferido               |
| 17222 | Galego do Café               | PSL     | Para Mudar Campina 2           | Deferido               |
| 28028 | Galego do Fusca              | PRTB    | Campina Pensando Grande 2      | Indeferido com recurso |
| 19000 | Galego do Leite              | PTN     | PTN                            | Deferido               |
| 17333 | Galego do Peixe              | PSL     | Para Mudar Campina 2           | Deferido               |
| 40666 | Gavião                       | PSB     | Pra Mudar Campina 1            | Deferido               |
| 70456 | Gera do Bolo                 | PTdoB   | Para Mudar Campina 2           | Deferido               |
| 36999 | Geraldinho das Bandas        | PTC     | Por Amor a Campina 4           | Deferido               |
| 11011 | Germano Almeida              | PP      | Por Amor a Campina 1           | Deferido               |
| 40445 | Gicélia                      | PSB     | Pra Mudar Campina 1            | Deferido               |
| 20145 | Gilbran Asfora               | PSC     | PTB/PSC - Por Amor a Campina 3 | Deferido               |
| 40678 | Gildásio Alcântara           | PSB     | Pra Mudar Campina 1            | Deferido               |
| 27100 | Gildo                        | PSDC    | PSDC                           | Deferido               |
| 10357 | Giovani Montinni             | PRB     | Por Amor a Campina 2           | Deferido               |
| 36006 | Gláucia Melo                 | PTC     | Por Amor a Campina 4           | Deferido               |
| 12999 | Glorinha do Sorvetão         | PDT     | Campina Grande                 | Deferido               |
| 17123 | Graça Torquato               | PSL     | Para Mudar Campina 2           | Deferido               |
| 19222 | Guri da Barraca              | PTN     | PTN                            | Deferido               |
| 54456 | Hélio Chaves                 | PPL     | Por Amor a Campina 4           | Deferido               |
| 70234 | Herculano                    | PTdoB   | Para Mudar Campina 2           | Deferido               |
| 19555 | Herculano da Capoeira        | PTN     | PTN                            | Deferido               |
| 13123 | Hermano Nepomuceno           | PT      | Campina Grande                 | Deferido               |
| 70000 | Hilmar Falcão                | PTdoB   | Para Mudar Campina 2           | Deferido               |
| 14321 | Iolanda Souza                | PTB     | PTB/PSC - Por Amor a Campina 3 | Deferido               |
| 40342 | Iria                         | PSB     | Pra Mudar Campina 1            | Deferido               |
| 23456 | Irmã Paula                   | PPS     | Por Campina, Por Você 1        | Deferido               |
| 10456 | Irmão Israel                 | PRB     | Por Amor a Campina 2           | Deferido               |
| 17888 | Irmão Robson                 | PSL     | Para Mudar Campina 2           | Deferido               |
| 45888 | Ivan Batista                 | PSDB    | Por Amor a Campina 1           | Deferido               |
| 40140 | Ivan Cabral                  | PSB     | Pra Mudar Campina 1            | Deferido               |
| 23111 | Ivan Farias                  | PPS     | Por Campina, Por Você 1        | Deferido               |
| 40400 | Ivo Barbosa                  | PSB     | Pra Mudar Campina 1            | Deferido               |
| 11341 | Ivonete do Cinza             | PP      | Por Amor a Campina 1           | Deferido               |
| 55555 | Ivonete Ludgério             | PSD     | Por Amor a Campina 1           | Deferido               |
| 70001 | Jackie Carvalho              | PTdoB   | Para Mudar Campina 2           | Deferido               |
| 54333 | Jair Arruda                  | PPL     | Por Amor a Campina 4           | Deferido               |
| 27777 | Jairo das Malvinas           | PSDC    | PSDC                           | Deferido               |
| 70111 | Janduy Ferreira              | PTdoB   | Para Mudar Campina 2           | Deferido               |
| 17456 | Janete                       | PSL     | Para Mudar Campina 2           | Deferido               |
| 35555 | Janser Ribeiro               | PMB     | Por Amor a Campina 2           | Deferido               |
| 15021 | Jéssika Nunes                | PMDB    | Campina Pensando Grande 2      | Deferido               |
| 28555 | Jô Cortinas                  | PRTB    | Campina Pensando Grande 2      | Deferido               |
| 15113 | Jô do Tambor                 | PMDB    | Campina Pensando Grande 2      | Indeferido             |
| 40000 | Jô Oliveira                  | PSB     | Pra Mudar Campina 1            | Deferido               |
| 45300 | Jô Veículos                  | PSDB    | Por Amor a Campina 1           | Deferido               |
| 43777 | Joab Brito                   | PV      | Por Campina, Por Você 2        | Deferido               |
| 28123 | João da UCES                 | PRTB    | Campina Pensando Grande 2      | Deferido               |
| 45456 | Joia Germano                 | PSDB    | Por Amor a Campina 1           | Deferido               |
| 20113 | Joilma                       | PSC     | PTB/PSC - Por Amor a Campina 3 | Deferido               |
| 19654 | Jonas Lima                   | PTN     | PTN                            | Deferido               |
| 70777 | Jorge Luiz                   | PTdoB   | Para Mudar Campina 2           | Deferido               |
| 12123 | Jorge Show                   | PDT     | Campina Grande                 | Deferido               |
| 35123 | Josa da Nacional             | PMB     | Por Amor a Campina 2           | Deferido               |
| 33222 | José Lopes                   | PMN     | Por Amor a Campina 2           | Deferido               |
| 10001 | Joseane do Seguro            | PRB     | Por Amor a Campina 2           | Deferido               |
| 27070 | Josefa Almeida               | PSDC    | PSDC                           | Deferido               |
| 54193 | Joseilton Brito              | PPL     | Por Amor a Campina 4           | Deferido               |
| 55123 | João Dantas                  | PSD     | Por Amor a Campina 1           | Deferido               |
| 65013 | João do Lanche               | PCdoB   | Campina Grande                 | Deferido               |
| 54555 | João dos Fogos               | PPL     | Por Amor a Campina 4           | Deferido               |
| 12300 | João Paulo                   | PDT     | Campina Grande                 | Deferido               |
| 14666 | Juliana Carreiro             | PTB     | PTB/PSC - Por Amor a Campina 3 | Deferido               |
| 19123 | Júnior Brasil                | PTN     | PTN                            | Deferido               |
| 19900 | Kaique Henrique              | PTN     | PTN                            | Deferido               |
| 28208 | Kaká Torreão                 | PRTB    | Campina Pensando Grande 2      | Renúncia               |
| 35333 | Karinne Nogueira             | PMB     | Por Amor a Campina 2           | Deferido               |
| 27321 | Karligia dos Santos          | PSDC    | PSDC                           | Deferido               |
| 45678 | Kleber Cabral                | PSDB    | Por Amor a Campina 1           | Deferido               |
| 15013 | Laecio Mendonça              | PMDB    | Campina Pensando Grande 2      | Deferido               |
| 27111 | Laelson Patrício             | PSDC    | PSDC                           | Deferido               |
| 10147 | Laerte Rodrigues             | PRB     | Por Amor a Campina 2           | Deferido               |
| 20000 | Lafite                       | PSC     | PTB/PSC - Por Amor a Campina 3 | Deferido               |
| 50000 | Larissa Cordeiro             | PSOL    | PSOL                           | Deferido               |
| 13456 | Leno                         | PT      | Campina Grande                 | Deferido               |
| 43111 | Léo Lavador                  | PV      | Por Campina, Por Você 2        | Deferido               |
| 10777 | Leonardo de Melo             | PRB     | Por Amor a Campina 2           | Deferido               |
| 43555 | Leonardo Ramos               | PV      | Por Campina, Por Você 2        | Deferido               |
| 10222 | Leonia Farias                | PRB     | Por Amor a Campina 2           | Deferido               |
| 31111 | Leonilson Aquino             | PHS     | Por Amor a Campina 1           | Renúncia               |
| 40333 | Lili Rodrigues               | PSB     | Pra Mudar Campina 1            | Deferido               |
| 40720 | Lourdes                      | PSB     | Pra Mudar Campina 1            | Deferido               |
| 45555 | Lourdes Costa                | PSDB    | Por Amor a Campina 1           | Deferido               |
| 50555 | Lourenço Teles               | PSOL    | PSOL                           | Deferido               |
| 11111 | Lucas Ribeiro                | PP      | Por Amor a Campina 1           | Deferido               |
| 36112 | Lúcia Medeiros               | PTC     | Por Amor a Campina 4           | Deferido               |
| 15888 | Lúcia Morais                 | PMDB    | Campina Pensando Grande 2      | Deferido               |
| 19070 | Luciana Oliveira             | PTN     | PTN                            | Deferido               |
| 28145 | Luciana Pascoal              | PRTB    | Campina Pensando Grande 2      | Deferido               |
| 70888 | Lucineide Oliveira           | PTdoB   | Pra Mudar Campina 2            | Deferido               |
| 65111 | Lúcio Galdino                | PCdoB   | Campina Grande                 | Deferido               |
| 36001 | Luizão                       | PTC     | Por Amor a Campina 4           | Deferido               |
| 35444 | Lula Cabral                  | PMB     | Por Amor a Campina 2           | Deferido               |
| 11212 | Lurdinha                     | PP      | Por Amor a Campina 1           | Deferido               |
| 10455 | Magno Diniz                  | PRB     | Por Amor a Campina 2           | Deferido               |
| 23171 | Mailton Moto-Táxi            | PPS     | Por Campina, Por Você 1        | Deferido               |
| 15115 | Major Clementino             | PMDB    | Campina Pensando Grande 2      | Deferido               |
| 35024 | Mandacaru                    | PMB     | Por Amor a Campina 2           | Deferido               |
| 23000 | Manoel da Farmácia           | PPS     | Por Campina, Por Você 1        | Deferido               |
| 54500 | Maravilha                    | PPL     | Por Amor a Campina 4           | Deferido               |
| 40555 | Marcelino                    | PSB     | Pra Mudar Campina 1            | Deferido               |
| 12888 | Márcia                       | PDT     | Campina Grande                 | Deferido               |
| 27999 | Márcio Melo                  | PSDC    | PSDC                           | Deferido               |
| 70500 | Marco Aurélio                | PTdoB   | Para Mudar Campina 2           | Deferido               |
| 54054 | Marconi Gama                 | PPL     | Por Amor a Campina 4           | Deferido               |
| 19789 | Marconio Brandão do Bananal  | PTN     | PTN                            | Deferido               |
| 17555 | Marcos do Lanche             | PSL     | Para Mudar Campina 2           | Deferido               |
| 45123 | Marcos Raia                  | PSDB    | Por Amor a Campina 1           | Deferido               |
| 11202 | Maressa                      | PP      | Por Amor a Campina 1           | Deferido               |
| 27005 | Maria de Fátima              | PSDC    | PSDC                           | Deferido               |
| 13030 | Maria do Socorro             | PT      | Campina Grande                 | Deferido               |
| 15999 | Maria José                   | PMDB    | Campina Pensando Grande 2      | Deferido               |
| 27090 | Maria José Arruda            | PSDC    | PSDC                           | Deferido               |
| 12777 | Maria Santana                | PDT     | Campina Grande                 | Deferido               |
| 54000 | Mariano Donato               | PPL     | Por Amor a Campina 4           | Deferido               |
| 40500 | Maricenia Rocha              | PSB     | Pra Mudar Campina 1            | Deferido               |
| 10789 | Marinaldo Cardoso            | PRB     | Por Amor a Campina 2           | Deferido               |
| 36020 | Mayara Sousa                 | PTC     | Por Amor a Campina 4           | Deferido               |
| 19321 | Mazinho Silva                | PTN     | PTN                            | Deferido               |
| 43024 | Messo                        | PV      | Por Campina, Por Você 2        | Deferido               |
| 15222 | Metuselá Agra                | PMDB    | Campina Pensando Grande 2      | Deferido               |
| 27456 | Miguel Neto                  | PSDC    | PSDC                           | Deferido               |
| 54100 | Moisés Wanderley             | PPL     | Por Amor a Campina 4           | Deferido               |
| 50001 | Monicleide Aguiar            | PSOL    | PSOL                           | Deferido               |
| 19273 | Morena Melania               | PTN     | PTN                            | Deferido               |
| 20110 | Mulher Guerreira             | PSC     | PTB/PSC - Por Amor a Campina 3 | Deferido               |
| 14222 | Murilo Fernando              | PTB     | PTB/PSC - Por Amor a Campina 3 | Deferido               |
| 27123 | Mychael da Construção        | PSDC    | PSDC                           | Deferido               |
| 65123 | Napoleão Maracajá            | PCdoB   | Campina Grande                 | Deferido               |
| 35999 | Natália Keyssimy             | PMB     | Por Amor a Campina 2           | Deferido               |
| 50321 | Nazareno                     | PSOL    | PSOL                           | Deferido               |
| 15024 | Neguinho da Oi               | PMDB    | Campina Pensando Grande 2      | Deferido               |
| 19341 | Neide                        | PTN     | PTN                            | Deferido               |
| 70999 | Neide do Zezinho do Queijo   | PTdoB   | Para Mudar Campina 2           | Deferido               |
| 36666 | Neide Lins                   | PTC     | Por Amor a Campina 4           | Deferido               |
| 45222 | Nelson Gomes                 | PSDB    | Por Amor a Campina 1           | Deferido               |
| 28222 | Neto Salvador                | PRTB    | Campina Pensando Grande 2      | Indeferido             |
| 44333 | Nildão                       | PRP     | Campina Grande                 | Deferido               |
| 23123 | Olga da Zona Leste           | PPS     | Por Campina, Por Você 1        | Deferido               |
| 36100 | Olivan da Telpa              | PTC     | Por Amor a Campina 4           | Deferido               |
| 50999 | Pablo Barbosa                | PSOL    | PSOL                           | Deferido               |
| 40222 | Pastor David                 | PSB     | Pra Mudar Campina 1            | Deferido               |
| 31888 | Pastor Emanuel Oriente       | PHS     | Por Amor a Campina 1           | Deferido               |
| 10123 | Pastor Josimar               | PRB     | Por Amor a Campina 2           | Deferido               |
| 54444 | Pastor Luciano Breno         | PPL     | Por Amor a Campina 4           | Deferido               |
| 27500 | Pastor Luismar               | PSDC    | PSDC                           | Deferido               |
| 27300 | Pastor Paulo                 | PSDC    | PSDC                           | Deferido               |
| 10567 | Pastora Jhennifer Costa      | PRB     | Por Amor a Campina 2           | Indeferido             |
| 14000 | Paulinho da Caranguejo       | PTB     | PTB/PSC - Por Amor a Campina 3 | Deferido               |
| 40199 | Paulo do Jardim Vitória      | PSB     | Pra Mudar Campina 1            | Deferido               |
| 13999 | Peron                        | PT      | Campina Grande                 | Deferido               |
| 23999 | Petrúcio Linhares            | PPS     | Por Campina, Por Você 1        | Deferido               |
| 19145 | Pica-Pau do Espeto           | PTN     | PTN                            | Deferido               |
| 55666 | Pimentel Filho               | PSD     | Por Amor a Campina 1           | Deferido               |
| 10333 | Preto                        | PRB     | Por Amor a Campina 2           | Deferido               |
| 17600 | Priscila do Rêgo             | PSL     | Para Mudar Campina 2           | Deferido               |
| 14789 | Priscila Kelly               | PTB     | PTB/PSC - Por Amor a Campina 3 | Deferido               |
| 43789 | Professor Anilton Monteiro   | PV      | Por Campina, Por Você 2        | Deferido               |
| 31222 | Professor Ary                | PHS     | Por Amor a Campina 1           | Deferido               |
| 28111 | Professor Assis do Vanguarda | PRTB    | Campina Pensando Grande 2      | Deferido               |
| 28007 | Professor Carlos             | PRTB    | Campina Pensando Grande 2      | Deferido               |
| 43333 | Professor Eduardo Gomes      | PV      | Por Campina, Por Você 2        | Deferido               |
| 20456 | Professor Fialho             | PSC     | PTB/PSC - Por Amor a Campina 3 | Deferido               |
| 14888 | Professor Flávio Licarião    | PTB     | PTB/PSC - Por Amor a Campina 3 | Deferido               |
| 19345 | Professor Jackson            | PTN     | PTN                            | Deferido               |
| 23567 | Professor Joca               | PPS     | Por Campina, Por Você 2        | Deferido               |
| 15000 | Professor Léo                | PMDB    | Campina Pensando Grande 2      | Deferido               |
| 43070 | Professor Magno Holanda      | PV      | Por Campina, Por Você 2        | Deferido               |
| 19888 | Professor Marcílio           | PTN     | PTN                            | Deferido               |
| 20678 | Professor Miguel Rodrigues   | PSC     | PTB/PSC - Por Amor a Campina 3 | Deferido               |
| 36456 | Professor Odenilson Medeiros | PTC     | Por Amor a Campina 4           | Deferido               |
| 11454 | Professor Ricardo            | PP      | Por Amor a Campina 1           | Deferido               |
| 11000 | Professor Targino            | PP      | Por Amor a Campina 1           | Deferido               |
| 43222 | Professor Washington Pessoa  | PV      | Por Campina, Por Você 2        | Deferido               |
| 45600 | Professora Maria             | PSDB    | Por Amor a Campina 1           | Deferido               |
| 28333 | Professora Socorro           | PRTB    | Campina Pensando Grande 2      | Deferido               |
| 36111 | Pryh Santos                  | PTC     | Por Amor a Campina 4           | Deferido               |
| 15555 | Pâmela Vital do Rêgo         | PMDB    | Campina Pensando Grande 2      | Deferido               |
| 10000 | Rafael Silva                 | PRB     | Por Amor a Campina 2           | Deferido               |
| 35789 | Rafael Soares                | PMB     | Por Amor a Campina 2           | Deferido               |
| 45100 | Rafafá                       | PSDB    | Por Amor a Campina 1           | Deferido               |
| 19015 | Ramonita                     | PTN     | PTN                            | Deferido               |
| 50289 | Rananda Xerazade             | PSOL    | PSOL                           | Deferido               |
| 10987 | Rannyelle                    | PRB     | Por Amor a Campina 2           | Deferido               |
| 45777 | Raoni Rodrigues              | PSDB    | Por Amor a Campina 1           | Deferido               |
| 40700 | Raquel Maciel                | PSB     | Pra Mudar Campina 1            | Deferido               |
| 27900 | Raymundo Asfora Neto         | PSDC    | PSDC                           | Deferido               |
| 19100 | Rebeca Nóbrega               | PTN     | PTN                            | Deferido               |
| 54321 | Regeildo                     | PPL     | Por Amor a Campina 4           | Deferido               |
| 27000 | Renan Maracajá               | PSDC    | PSDC                           | Deferido               |
| 17999 | Renato Cunha Lima            | PSL     | Para Mudar Campina 2           | Deferido               |
| 19369 | Rener da Farmácia            | PTN     | PTN                            | Deferido               |
| 40123 | Ribamar                      | PSB     | Pra Mudar Campina 1            | Deferido               |
| 40001 | Ricardo Bezerra              | PSB     | Pra Mudar Campina 1            | Deferido               |
| 36335 | Rinaldo Silva                | PTC     | Por Amor a Campina 4           | Deferido               |
| 65000 | Rique Peres                  | PCdoB   | Campina Grande                 | Deferido               |
| 40456 | Roberto                      | PSB     | Pra Mudar Campina 1            | Deferido               |
| 28789 | Roberto da Thiago            | PRTB    | Campina Pensando Grande 2      | Renúncia               |
| 40999 | Roberto Michelly             | PSB     | Pra Mudar Campina 1            | Deferido               |
| 36000 | Roberto Rodrigues            | PTC     | Por Amor a Campina 4           | Deferido               |
| 15444 | Rodolfo Rodrigues            | PMDB    | Campina Pensando Grande 2      | Deferido               |
| 12345 | Rodrigo Ramos                | PDT     | Campina Grande                 | Deferido               |
| 35222 | Ronaldo Rodrigues            | PMB     | Por Amor a Campina 2           | Renúncia               |
| 50777 | Ronildo Cabral               | PSOL    | PSOL                           | Deferido               |
| 27800 | Rostand Paraíba              | PSDC    | PSDC                           | Deferido               |
| 27789 | Rubens Nascimento            | PSDC    | PSDC                           | Deferido               |
| 15666 | Rubinês                      | PMDB    | Campina Pensando Grande        | Deferido               |
| 27200 | Rui                          | PSDC    | PSDC                           | Deferido               |
| 40007 | Sabrina Guedes               | PSB     | Pra Mudar Campina 1            | Deferido               |
| 15155 | Sâmia Brito                  | PMDB    | Campina Pensando Grande 2      | Deferido               |
| 19444 | Sargento Bernardino          | PTN     | PTN                            | Deferido               |
| 23190 | Sargento Conserva Neto       | PPS     | Por Campina, Por Você 1        | Deferido               |
| 12555 | Sargento Ivaldo              | PDT     | Campina Grande                 | Indeferido             |
| 36789 | Sargento Martins             | PTC     | Por Amor a Campina 4           | Deferido               |
| 28190 | Sargento Neto                | PRTB    | Campina Pensando Grande 2      | Deferido               |
| 20190 | Sargento Régis               | PSC     | PTB/PSC - Por Amor a Campina 3 | Deferido               |
| 27222 | Saulo Germano                | PSDC    | PSDC                           | Deferido               |
| 77123 | Saulo Noronha                | SD      | Campina Grande                 | Deferido               |
| 55100 | Saulo Vasconcelos            | PSD     | Por Amor a Campina 1           | Deferido               |
| 70100 | Sérgio Nacom                 | PTdoB   | Para Mudar Campina 2           | Deferido               |
| 12333 | Sérgio Sapateiro             | PDT     | Campina Grande                 | Deferido               |
| 50012 | Severino Biuzinho            | PSOL    | PSOL                           | Deferido               |
| 40122 | Severino da Prestação        | PSB     | Pra Mudar Campina 1            | Deferido               |
| 20008 | Shylton Fernandes            | PSC     | PTB/PSC - Por Amor a Campina 3 | Deferido               |
| 65333 | Silvio do Santa Rosa         | PDT     | Campina Grande                 | Deferido               |
| 50500 | Sizenando Leal               | PSOL    | PSOL                           | Deferido               |
| 36888 | Socorro da Saúde             | PTC     | Por Amor a Campina 4           | Deferido               |
| 43010 | Socorro Guedes               | PV      | Por Campina, Por Você 2        | Indeferido             |
| 19122 | Socorro Pequeno              | PTN     | PTN                            | Deferido               |
| 44555 | Soledade                     | PRP     | Campina Grande                 | Deferido               |
| 23888 | Sonnaly Xavier               | PPS     | Por Campina, Por Você 1        | Deferido               |
| 27555 | Soraya Brasileiro            | PSDC    | PSDC                           | Deferido               |
| 23023 | Soró                         | PPS     | Por Campina, Por Você 1        | Deferido               |
| 65024 | Taciani Medeiros             | PCdoB   | Campina Grande                 | Deferido               |
| 54013 | Talyta Ferreira              | PPL     | Por Amor a Campina 4           | Renúncia               |
| 19193 | Tampinha da Bagagem          | PTN     | PTN                            | Deferido               |
| 40322 | Tassara                      | PSB     | Pra Mudar Campina 1            | Deferido               |
| 20123 | Teles Albuquerque            | PSC     | PTB/PSC - Por Amor a Campina 3 | Deferido               |
| 28999 | Telinho Itararé              | PRTB    | Campina Pensando Grande 2      | Deferido               |
| 40013 | Tenebra                      | PSB     | Pra Mudar Campina 1            | Deferido               |
| 27050 | Terezinha de Menezes         | PSDC    | PSDC                           | Deferido               |
| 14567 | Thayse Lira                  | PTB     | PTB/PSC - Por Amor a Campina 3 | Deferido               |
| 25888 | Tia Cleide                   | DEM     | Por Amor a Campina 1           | Deferido               |
| 43000 | Tia Mila                     | PV      | Por Campina, Por Você 2        | Deferido               |
| 27027 | Tião da Kombi                | PSDC    | PSDC                           | Deferido               |
| 40321 | Toinha Menezes               | PSB     | Pra Mudar Campina 1            | Deferido               |
| 33678 | Tomires                      | PMN     | Por Amor a Campina 2           | Deferido               |
| 11234 | Tony Ambientalista           | PP      | Por Amor a Campina 1           | Deferido               |
| 23122 | Tota                         | PPS     | Por Campina, Por Você 1        | Deferido               |
| 20120 | Vagner da Saúde              | PSC     | PTB/PSC - Por Amor a Campina 3 | Deferido               |
| 19013 | Val Pilar                    | PTN     | PTN                            | Deferido               |
| 70113 | Valdiza                      | PTdoB   | Para Mudar Campina 2           | Deferido               |
| 40341 | Valéria Aragão               | PSB     | Pra Mudar Campina 1            | Deferido               |
| 15015 | Valmi Pedregal               | PMDB    | Campina Pensando Grande 2      | Deferido               |
| 36123 | Valmir Açougueiro            | PTC     | Por Amor a Campina 4           | Deferido               |
| 40800 | Valmir Guimarães             | PSB     | Pra Mudar Campina 1            | Deferido               |
| 45122 | Valquíria Jane               | PSDB    | Por Amor a Campina 1           | Deferido               |
| 23444 | Valquíria Sales              | PPS     | Por Campina, Por Você 1        | Deferido               |
| 25777 | Vaninho Aragão               | DEM     | Por Amor a Campina 1           | Deferido               |
| 65222 | Vânio da Catingueira         | PCdoB   | Campina Grande                 | Deferido               |
| 10999 | Vavá                         | PRB     | Por Amor a Campina 2           | Deferido               |
| 40111 | Vavá Tomé                    | PSB     | Pra Mudar Campina 1            | Deferido               |
| 20222 | Vera da Tapioca              | PSC     | PTB/PSC - Por Amor a Campina 3 | Deferido               |
| 19777 | Verônica Marques             | PTN     | PTN                            | Deferido               |
| 15001 | Verônica Gomes               | PMDB    | Campina Pensando Grande 2      | Deferido               |
| 12666 | Vicente Gouveia              | PDT     | Campina Grande                 | Deferido               |
| 10345 | Viviane                      | PRB     | Por Amor a Campina 2           | Deferido               |
| 27444 | Waldeny Santana              | PSDC    | PSDC                           | Deferido               |
| 27666 | Walker Faustino              | PSDC    | PSDC                           | Deferido               |
| 19456 | Walkécio Sport               | PTN     | PTN                            | Deferido               |
| 40200 | Walter Vieira                | PSB     | Pra Mudar Campina 1            | Deferido               |
| 23333 | Washington da Liberdade      | PPS     | Por Campina, Por Você 1        | Deferido               |
| 17777 | Wellington Cabeleireiro      | PSL     | Para Mudar Campina 2           | Deferido               |
| 43233 | Wellington Guimarães         | PV      | Por Campina, Por Você 2        | Deferido               |
| 19500 | Wilton Maia Velez            | PTN     | PTN                            | Deferido               |
| 54013 | Ytaciany                     | PPL     | Por Amor a Campina 4           | Deferido               |
| 14333 | Zezinho do Distrito          | PTB     | PTB/PSC - Por Amor a Campina 3 | Deferido               |
| 20666 | Zizi Queiroz                 | PSC     | PTB/PSC - Por Amor a Campina 3 | Deferido               |
| 36222 | Zoraide Gouveia              | PTC     | Por Amor a Campina 4           | Deferido               |
| 14441 | Zé Ramos                     | PTB     | PTB/PSC - Por Amor a Campina 3 | Deferido               |

## Desistências e indefinições
O PT, que chegou a pensar em disputar a prefeitura de Campina Grande com Reginaldo Borges, optou em apoiar a candidatura de Adriano Galdino. Além de Reginaldo, Hermano Nepomuceno (também do PT), o vereador Napoleão Maracajá (na época, filiado ao PCdoB) e o deputado estadual Inácio Falcão (então no PTdoB) desistiram de concorrer à chefia do executivo municipal, também para apoiar o candidato do PSB - este último, inclusive, foi escolhido para ser candidato a vice na chapa socialista.
Já o PP, após uma indefinição sobre a candidatura da deputada estadual Daniella Ribeiro à prefeitura municipal ou possíveis alianças com PSDB, PMDB ou PSB, definiu que o ex-prefeito e ex-deputado Enivaldo Ribeiro seria o candidato a vice na chapa de Romero Rodrigues (PSDB).

## Geradoras do guia eleitoral
Em 18 de agosto, foi realizado o sorteio das emissoras que irão gerar os programas de rádio e televisão. No primeiro turno, a distribuição foi a seguinte: entre 26 de agosto e 6 de setembro, a geração ficou sob responsabilidade da Campina FM, de 7 a 18 de setembro, a Correio FM fez a geração do segundo bloco, enquanto que a Panorâmica FM transmitiu o terceiro bloco, entre os dias 19 e 29.
As emissoras de TV que exibiram o guia foram a TV Borborema, a TV Paraíba e a TV Itararé, em sistema de rodízio.

## Resultados[20]

### Prefeito
| Candidato(a)            | Vice                   | 1º Turno 2 de outubro de 2016 | 1º Turno 2 de outubro de 2016 |
| Candidato(a)            | Vice                   | Votação                       | Votação                       |
| Total                   | Porcentagem            | Total                         | Porcentagem                   |
| ----------------------- | ---------------------- | ----------------------------- | ----------------------------- |
| Romero Rodrigues (PSDB) | Enivaldo Ribeiro (PP)  | 138.996                       | 62,85%                        |
| Veneziano Vital (PMDB)  | Filipe Gaudêncio (DEM) | 53.837                        | 24,34%                        |
| Artur Bolinha (PPS)     | Dr. Jairo Sales (PPS)  | 15.539                        | 7,03%                         |
| Adriano Galdino (PSB)   | Inácio Falcão (PTdoB)  | 9.897                         | 4,47%                         |
| David Lobão (PSOL)      | Rejane Maria (PSOL)    | 2.902                         | 1,31%                         |
| Walter Brito Neto (PEN) | Marcelo Arruda (PEN)   | 523                           | 0,00%                         |
| Votos em branco         | Votos em branco        | 6.107                         | 2,46%                         |
| Votos nulos             | Votos nulos            | 20.538                        | 8,29%                         |
| Total                   | Total                  | 247.816                       | 90,44%                        |
| Abstenções              | Abstenções             | 26.188                        | 9,56%                         |
| Votos apurados          | Votos apurados         | 274.004                       | 100,00%                       |
| Total de eleitores      | Total de eleitores     | 274.004                       |                               |

| Partido | Partido | Candidato         | Votos   | Votos (%) |
| ------- | ------- | ----------------- | ------- | --------- |
|         | PSDB    | Romero Rodrigues  | 138 996 | 62,85%    |
|         | PMDB    | Veneziano Vital   | 53 837  | 24,34%    |
|         | PPS     | Artur Bolinha     | 15 539  | 7,03%     |
|         | PSB     | Adriano Galdino   | 9 897   | 4,47%     |
|         | PSOL    | David Lobão       | 2 902   | 1,31%     |
|         | PEN     | Walter Brito Neto | 0       | 0%        |
| Totais  | Totais  | Totais            | 221 171 |           |

## Vereadores eleitos
| Candidato eleito       | Partido | Votação | Porcentagem | Cidade onde nasceu | Unidade federativa |
| Renan Maracajá         | PSDC    | 4.977   | 2,25%       | Campina Grande     | Paraíba            |
| Nelson Gomes           | PSDB    | 4.494   | 2,03%       | Campina Grande     | Paraíba            |
| Pimentel Filho         | PSD     | 4.311   | 1,95%       | Campina Grande     | Paraíba            |
| Ivonete Ludgério       | PSD     | 4.027   | 1,82%       | Campina Grande     | Paraíba            |
| Rodrigo Ramos          | PDT     | 3.888   | 1,76%       | Campina Grande     | Paraíba            |
| João Dantas            | PSD     | 3.616   | 1,63%       | Picuí              | Paraíba            |
| Joia Germano           | PSDB    | 3.569   | 1,61%       | Campina Grande     | Paraíba            |
| Alexandre do Sindicato | PHS     | 3.481   | 1,57%       | Campina Grande     | Paraíba            |
| Saulo Noronha          | SD      | 3.276   | 1,48%       | Campina Grande     | Paraíba            |
| Aldo Cabral            | PSC     | 3.178   | 1,43%       | Boqueirão          | Paraíba            |
| Marinaldo Cardoso      | PRB     | 3.121   | 1,41%       | Campina Grande     | Paraíba            |
| Dr. Olímpio            | PMDB    | 2.870   | 1,30%       | Campina Grande     | Paraíba            |
| Anderson Maia          | PSB     | 2.734   | 1,23%       | Campina Grande     | Paraíba            |
| Márcio Melo            | PSDC    | 2.322   | 1,05%       | Campina Grande     | Paraíba            |
| Janduy Ferreira        | PTdoB   | 2.318   | 1,05%       | Bonito de Santa Fé | Paraíba            |
| Rui                    | PSDC    | 2.261   | 1,02%       | Campina Grande     | Paraíba            |
| Teles Albuquerque      | PSC     | 2.259   | 1,02%       | Campina Grande     | Paraíba            |
| Lula Cabral            | PMB     | 2.177   | 0,98%       | Campina Grande     | Paraíba            |
| Saulo Germano          | PSDC    | 2.096   | 0,95%       | Campina Grande     | Paraíba            |
| Sargento Neto          | PRTB    | 2.013   | 0,91%       | Campina Grande     | Paraíba            |
| Galego do Leite        | PTN     | 1.932   | 0,87%       | Campina Grande     | Paraíba            |
| Bruno Faustino         | PSB     | 1.921   | 0,87%       | Campina Grande     | Paraíba            |
| Pastor Luciano Breno   | PPL     | 1.432   | 0,65%       | Campina Grande     | Paraíba            |

- 1: 8 candidatos tiveram sua votação anulada: Sargento Ivaldo (PDT, 163 votos), Neto Salvador (PRTB, 143 votos), Galego do Fusca (também do PRTB, 88 votos), Kaká Torreão (também do PRTB, obteve 10 votos e posteriormente desistiu da candidatura), Afonso Souto (PSB, 2 votos), Sabrina Guedes (também do PSB, 1 voto) e Fernanda Mendonça (PV, também com 1 voto), que não chegaram a participar da campanha. Fabiana Lima (PV) não recebeu nenhum voto.

## Aspectos da campanha
Primeira eleição disputada pelo PEN (posteriormente renomado para Patriota em 2017 e extinto em 2023 após fusão com o PTB) em Campina Grande, lançando apenas a candidatura do ex-vereador e ex-deputado federal Walter Brito Neto à prefeitura. O partido optou em não disputar uma vaga na Câmara Municipal. Também estreante em eleições, o PMB não conseguiu eleger nenhum de seus candidatos a vereador.
Após 10 anos fora de uma eleição, quando disputou o governo da Paraíba em 2006, o professor David Lobão (que havia concorrido à prefeitura em 1992 pelo extinto PFS e que desistira de participar da disputa em 2012) foi anunciado como candidato ao executivo municipal pelo PSOL, tendo Rejane Maria como sua vice. 12 candidatos a vereador concorreram à vaga, mas tiveram desempenho inexpressivo nas urnas.
O PRTB, que inicialmente apoiaria Adriano Galdino, passou a integrar a coligação de Veneziano Vital. Segundo o presidente do diretório municipal do partido, Alcides da Weider, possuía "um melhor projeto". Outra legenda que apoiou o emedebista, o PROS não teve nenhum candidato a vereador, assim como o PR, que integrou a coligação "Pra Mudar Campina", liderada pelo PSB. 3 partidos ficaram de fora da eleição: REDE, Partido Novo e PCB.
Creuza Maria, do PSDC, foi a candidata mais velha a disputar uma vaga na Câmara de Vereadores, aos 90 anos, enquanto Rananda Xerazade, do PSOL, foi a mais jovem (18 anos).